# CZ vz. 27
La CZ vz. 27 era una pistola semiautomática checoslovaca, basada en la pistola vz. 24, y calibrada para cartuchos 7,65 x 17 Browning. Es a menudo designada como Cz 27 según el esquema de nombres de la fábrica Ceska Zbrojovka para los productos comerciales de la posguerra. Sin embargo, la denominación correcta es vz. 27, abreviación del checo "vzor 27", o "Modelo 27".

## Historia
La pistola CZ vz. 27 fue desarrollada alrededor de 1926 por el diseñador de armas checo Frantisek Myska en un intento de producir una versión simplificada de la pistola CZ vz. 24, pero calibrada para el cartucho menos potente 7,65 x 17 Browning (también conocido como .32 ACP) y adaptado para uso de la policía y de seguridad. Fue puesta en producción en 1927, en la fábrica de armas Ceska Zbrojovka (CZ) en Praga. Hasta la aparición de la famosa pistola CZ 75, la CZ-27 fue una de las más pistolas más producidas en Checoslovaquia, con más de 500.000 unidades producidas entre 1927 y 1951. 
Después de la ocupación alemana de Checoslovaquia en 1938, la vz. 27 fue empleada por las Fuerzas Armadas y policiales alemanas con la denominación Pistole Modell 27 o P.27(t). La fabricación de la pistola continuó en Checoslovaquia hasta la década de 1950. Al parecer, los militares checos habrían vendido en 1973 5.500 vz. 27 sobrantes a Suiza por 500.000 marcos. Se fabricaron entre 620.000 y 650.000 vz. 27 en total, y más de 452.500 de estas fueron bajo ocupación alemana. En diciembre de 1948, se le enviaron 5 pistolas "Cz 247" (variante automática basada en la vz. 24 y la vz. 27) como regalo al emperador etíope Haile Selassie. En 1949, la vz. 27 fue exportada a 28 países, incluidos Turquía (3.286 pistolas), Inglaterra, Sudáfrica, Egipto, Kenia y Pakistán.
Los contratos militares conocidos incluyen a India, Brasil, Ecuador, Bolivia, Venezuela y Polonia.